# Roden (Nederland)

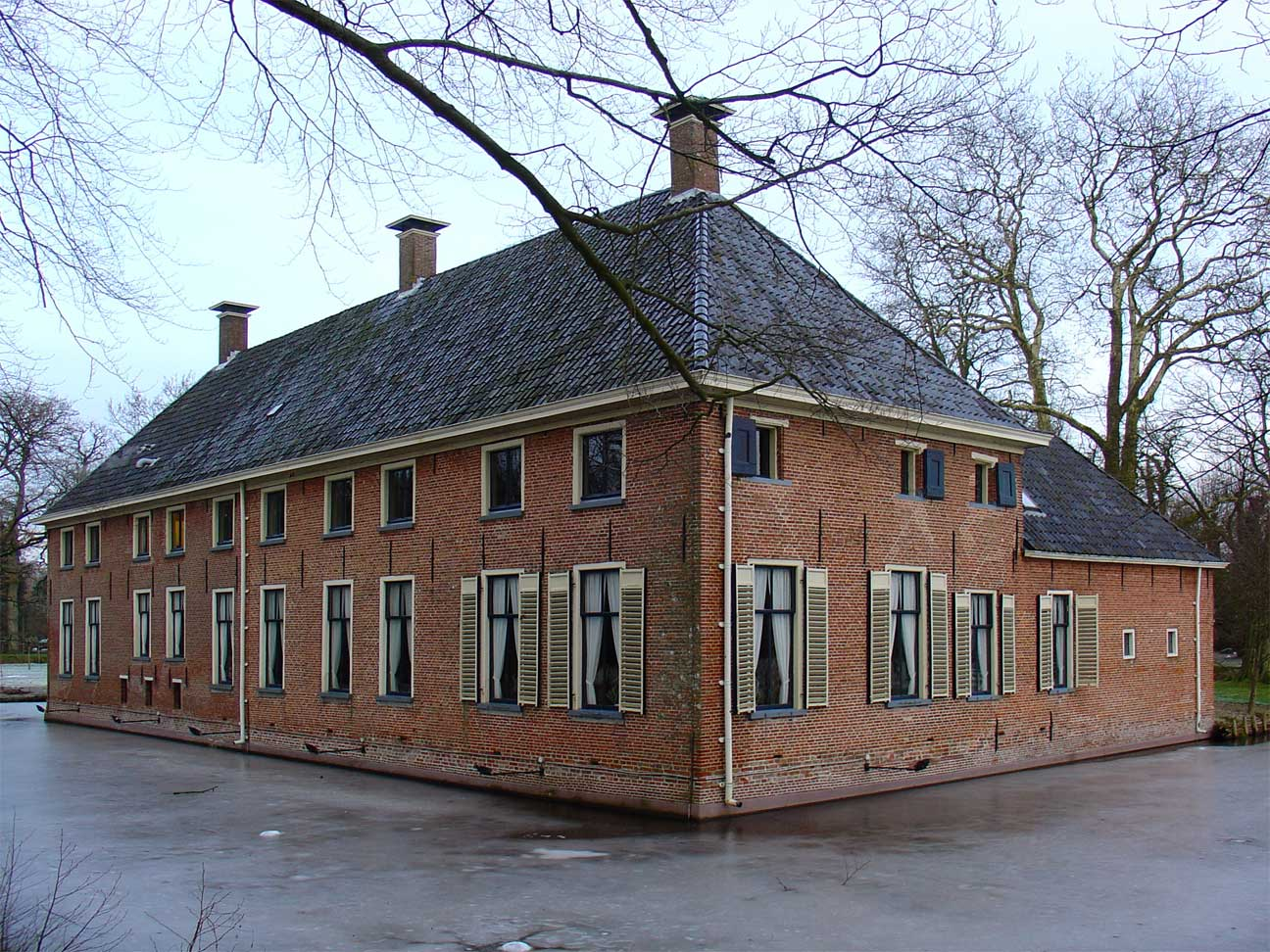
Mensinge

Roden (Drents: Roon) is een Nederlands esdorp in het noorden van de provincie Drenthe, niet ver van de grens met de provincie Groningen en ongeveer vijftien kilometer ten zuidwesten van de stad Groningen. Tot 1 januari 1998 was Roden een zelfstandige gemeente. Bij de laatste gemeentelijke herindeling van Drenthe in 1998 ging de gemeente op in de gemeente Noordenveld.
Roden lag in de 20e eeuw aan de tramlijn Drachten - Groningen. Een andere belangrijke verbinding was de Rodervaart. Tegenwoordig vormen de N372 en de N373 de belangrijkste verbindingen.
Roden heeft een centrumfunctie voor de gemeente Noordenveld, met een uitgebreid industriegebied en een groot aantal winkels. Het dorp is met 14.645 inwoners de vijfde plaats van de provincie Drenthe.

## Brink
De geschiedenis van Roden gaat terug tot de Middeleeuwen en loopt grotendeels parallel met die van de meeste Drentse esdorpen. Van de oude brink is weinig meer over. Deze brink is grotendeels bestraat en omzoomd door gebouwen waarvan de kerk het meest dominerende is. De brink is de plaats waar meerdere keren per jaar een kermis wordt gehouden. Op de brink staat een standbeeld van Ot en Sien. Aan de Brink, bij de kerk ligt de voormalige boerderij 'Winsinghhof', waar nu een cultureel centrum gevestigd is. De Winsinghhof was oorspronkelijk een koopmanshuis, en is in de 19de eeuw een volwaardige boerderij geworden. Aan de Brink is ook het Speelgoedmuseum Kinderwereld gevestigd.

## Rodermarkt
Op de vierde dinsdag van september vindt de Rodermarkt (Noord-Drents: 'Ronermaark') plaats. Dit is van oorsprong een vee- en warenmarkt maar door het teruglopende aanbod van vee is de laatste decennia de nadruk steeds meer op de warenmarkt komen te liggen. De markt trekt vele duizenden bezoekers uit de wijde omgeving. Rondom deze markt wordt een groot aantal evenementen georganiseerd, waaronder de finale van de Miss Noord Verkiezing, een kermis, grasbaanraces voor motoren (om de Gouden Helm) op zondag en een optocht met versierde wagens op zaterdag, de Rodermarktparade. Op woensdag ten slotte vindt de kortebaandraverij plaats op de Norgerweg die voor deze gelegenheid wordt bedekt met zand, waarna er een draverij wordt gehouden.
De Rodermarktparade bestaat uit een optocht van muziekkorpsen en versierde wagens. Deze wagens worden gebouwd door wijkverenigingen en scholen in Roden en omstreken. De mooiste wagens worden beloond met prijzen. Jaarlijks komen duizenden mensen naar Roden om te genieten van de optocht, de sfeer of het nachtleven gedurende de Rodermarktperiode.

## Erfgoed

### Landgoed Mensinge
Aan de zuidoostkant van het oude dorpscentrum bevindt zich havezate Mensinge met omringende grachten en weilanden. Het huis met landgoed is zo'n 5,5 hectare groot en sinds 1985 niet meer in particulier bezit maar eigendom van de gemeente. Het werd gesticht in 1381 en de voorname eigenaren ervan hebben een belangrijke rol gespeeld in de geschiedenis van Roden en omstreken. Tegenwoordig is het deels museum en deels in gebruik als huisvesting van enkele bedrijven. Aan het landgoed grenzen de natuurgebieden Mensingebos en Sterrebos met vrij toegankelijke bossen en heide. Tegenover het Sterrebos ligt de Kapteyn Sterrenwacht die voor de studierichting Sterrenkunde van de RUG in Roden is gebouwd om de lichtvervuiling in de stad Groningen te ontwijken, maar die in 1996 werd gesloten. De telescoop met een spiegel van 61 cm groot werd overgebracht naar het Planetron in Dwingeloo. Op 15 maart 2023 verhuisde het apparaat terug naar Roden.

### Kerk
Al rond het jaar 800 waren rondtrekkende monniken bezig met de verspreiding van het geloof in Drenthe. In Vries stond in 775 al een kapel. In 1139 was er in Roden een dochterkerk van de Bonifatiuskerk van Vries. Het aangezicht van de Roder Brink wordt bepaald door de in de 13e eeuw gebouwde Catharinakerk, die gewijd werd aan de heilige Catharina. Het oudste deel van de kerk is het schip, dat uit de dertiende eeuw dateert. Het koor zelf stamt uit de vijftiende eeuw.
Volgens het testament van Maria Catharina Hoppinck uit 1776, werden 10.000 carolusguldens beschikbaar gesteld voor de bouw van een orgel. Het orgel werd gebouwd door Albertus Antoni Hinsz (1704-1785), een uit Duitsland afkomstige orgelbouwer.

### Blokgooien
Roden kent ook immaterieel, oftewel 'levend' erfgoed. Immaterieel (levend) erfgoed is een gebruik of traditie wat vroeger, maar ook nu nog wordt beoefend. Het kenmerk van immaterieel erfgoed is dat het dynamisch is en dus verandert en meegroeit met de tijd. Het spel blokgooien wordt vanaf september na Rodermarkt gespeeld op het 'Moltmakersstuk' wat is gelegen op het heidegebied ten zuiden van het Mensingebos.

### Rijksmonumenten
- Lijst van rijksmonumenten in Roden

## Koren en muziekverenigingen
- De Schola Gregoriana Roden en het Roder Jongenskoor zijn afkomstig uit Roden
- Muziekvereniging Noordenveld, vooral bekend van Showband Noordenveld
- Muziekvereniging Oranje

## Economie
In 2005-2006 is het winkelcentrum na een uitgebreide verbouwing behoorlijk veranderd. Cordis was van 1968 tot 2008 een grote werkgever in Roden.

## Sport
Even buiten het dorp, in de richting van Steenbergen, bevindt zich een baansportcentrum. Dit complex, geschikt voor internationale langebaanraces, kwam in september 2003 gereed. Het centrum omvat een grasbaan, een gravelbaan en een zandbaan.
Roden telt verder de hockeyvereniging MHC Roden, de voetbalclubs ONR en VV Roden, tennisvereniging REO, handbalvereniging HVR'97, korfbalvereniging KV Noordenveld, volleybalvereniging ROVOC, basketbalvereniging Flying Red, gymnastiekvereniging Statera, een golfbaan, een natuurijsbaan en zwemclub Aqualero en de atletiekvereniging Groningen Atletiek: afdeling Roden.
Voorts wordt er jaarlijks als onderdeel van de Rodermarkt feestweek een kortebaandraverij georganiseerd.

## Verkeer en vervoer
Roden is bereikbaar via de A7 en de N372 en N373.
Roden wordt bediend door de volgende buslijnen:
- Q-link lijn 4 (lichtblauw): Groningen Beijum - Roden (voorheen Qliner 317)
- Streekbus 83: Assen - Norg - Roden - Leek
- Nachtbus 417: Groningen → Roden → Leek → Groningen

## Bekende Rodenaren
- Janine Abbring (Groningen 1976), zangeres en presentatrice, groeide op in Roden
- Marco Bos, ex-beroepswielrenner
- Ellen ten Damme, (Warnsveld 1967), actrice en zangeres, groeide op in Roden
- Jan Arien Deodatus, kunstenaar
- Jochgem van Dijk (1938-2020), cameraman voor de VPRO. Filmde talloze documentaires en leidde een schaar aan cameramensen op.
- Bouwe Dijkstra (1945-2017), oprichter en dirigent van het Roder Jongenskoor
- Peter Dijkstra, internationaal koordirigent, oprichter van the Gents
- Cees de Galan (1932-1987), econoom aan de Rijksuniversiteit Groningen en vooraanstaand PvdA-lid, was in 1981 als informateur betrokken bij het 'lijmen' van het kabinet-Van Agt II (1981-1982)
- Menno de Galan (1960), zoon van Cees de Galan, journalist
- Tanja Haseloop-Amsing, (Nieuw Roden 1966) burgemeester van Oldebroek
- Tieme Klompe, profvoetballer
- Bertus van Lier (Utrecht 1906 - 1972 Roden), musicoloog, dirigent en componist, werkzaam aan de Rijksuniversiteit Groningen
- Tom van de Looi (1999), profvoetballer bij FC Groningen en het Italiaanse Brescia
- Tony Neef (geboren 29 januari 1961), musicalartiest, woonde vanaf zijn vierde tot en met zijn negentiende jaar in Roden
- Sander Rozema, voetballer
- Hindericus Scheepstra (geboren in Roden 1859) was onderwijzer en schrijver van kinderboeken. Hij schreef verhalen over Ot en Sien
- Zoë Tauran (1997), zangeres
- Britt Udink (2002), voetbalster
- M. Vasalis, pseudoniem van Margaretha Droogleever Fortuyn-Leenmans (Den Haag, 1909 - Roden, 1998), Nederlands dichteres, woonde van 1964 tot haar dood in Roden in het huis De Zulthe
- Coen Verbraak, journalist en programmamaker, geboren in 1965 in Amsterdam, maar opgegroeid in Roden
- Renze de Vries (1930-2012), sportbestuurder bij FC Groningen en de KNVB
- Sancia van der Meij (Groningen 1981) groeide op in Roden marien biologe werkzaam aan de Rijksuniversiteit van Groningen wonend in Peize.

## Houthakster uit Roderveld

Hinderkien Siegers als Houthakster uit Roderveld (Drenthe)

Begin 19e eeuw was het heideland rond Roden in gebruik bij de boermarke, een gebied waarvan de boeren van Roden gezamenlijk gebruik maakten. Het 'Roderveld' of 'Roder veld' werd rond 1866 daarvan afgescheiden. Roderveld werd een kolonie van landlozen. Een van hen was Hinderkien Siegers (1853-1941). Zij werkte onder andere als houthakster om brandhout te verzamelen voor bakkerijen. Haar portret is bekend geworden door een foto die te zien was op de Nationale Tentoonstelling van Vrouwenarbeid 1898. De foto werd gebruikt door de Leipziger uitgeverij van ansichtkaarten Dr. Trenkler Co., die in 1902 de ansichtkaart "Houthakster uit Roderveld (Drenthe)" uitbracht. De foto werd in 1978 hergebruikt als affiche voor de aankondiging van een Manifestatie Vrouwengeschiedenis.